# Hans Kummerer
Hans Kummerer (* 26. September 1914 in Hipples (Niederösterreich); † 12. Oktober 1993 in Wilfersdorf) war ein österreichischer Komponist von Blasmusik.

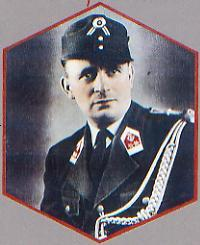
Hans Kummerer

## Leben
Hans Kummerer entstammte einer Bauernfamilie aus Hipples, Bez. Korneuburg. Mit 21 Jahren rückte er freiwillig zur Militärkapelle der „Hoch- und Deutschmeister“ Nr. 4, Kapellmeister Karl Pauspertl, ein. Anschließend diente er im Musikkorps des Infanterie-Regiments 134 der 44. Infanterie-Division (Hoch- und Deutschmeister) der Wehrmacht unter Kapellmeister Wilhelm Wacek bis Kriegsende. Die Kriegsjahre und die anschließende sowjetische Gefangenschaft, von der er 1947 heimkehrte, brachten auch für ihn Einschränkungen in seinem Schaffensdrang. Seither konnte er sich ganz der Musik als Lebensinhalt widmen.

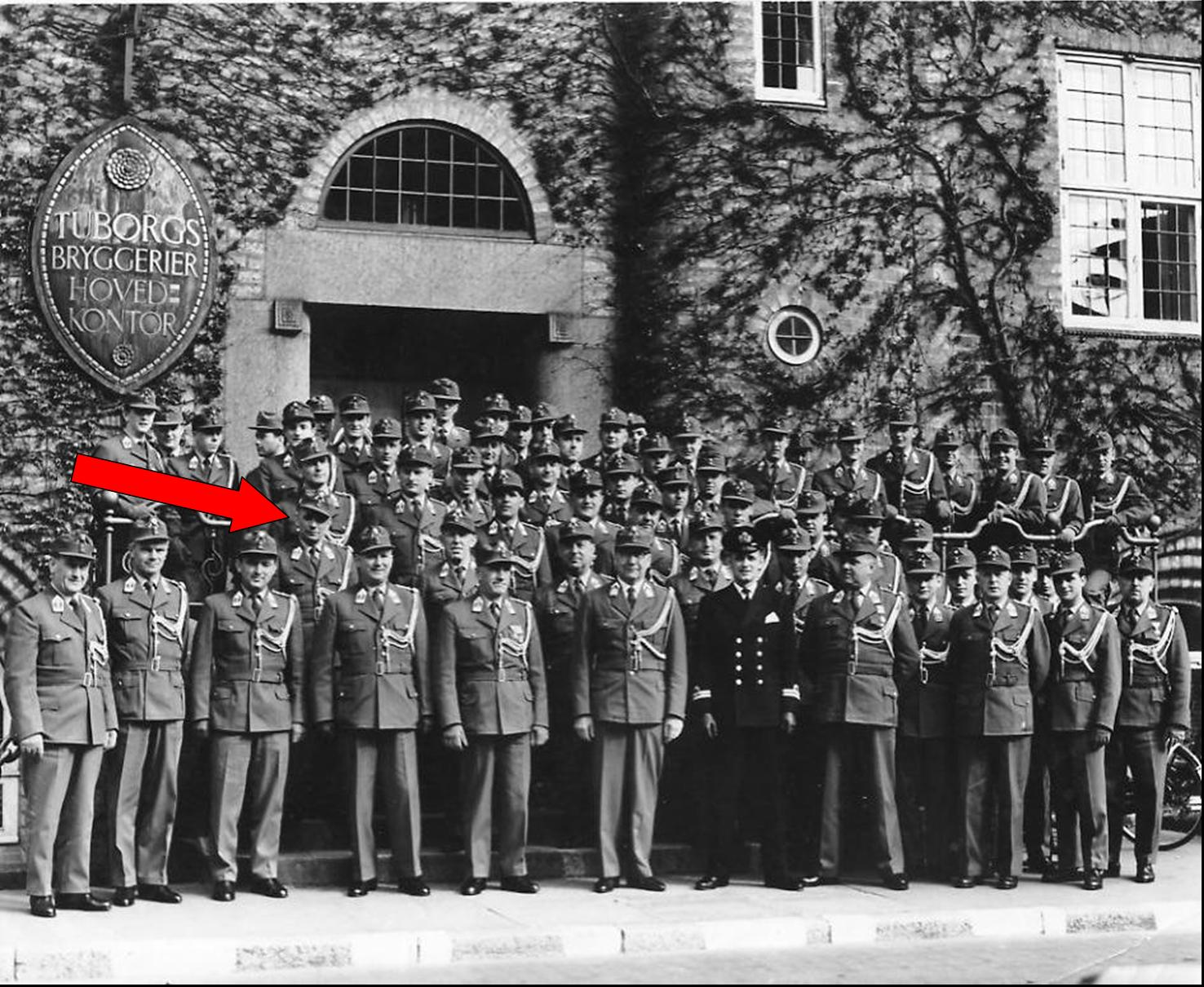
Hans Kummerer

Mit der Gründung erfolgte im März 1956 sein Eintritt bei der Gardemusik Wien, unter Kapellmeister Gustav Gaigg und Dr. Hodik, der er bis ins Jahr 1972 angehörte.
Mit der Versetzung in die Bolfraskaserne in Mistelbach ging sein Wohnortwechsel von Hipples nach Wilfersdorf einher, wo er von 1964 bis zur Pensionierung 1979 seinen Dienst versah.
Nach seiner Pensionierung verbrachte er sein Leben, gemeinsam mit seiner Gattin Johanna und seinen 5 Kindern in Wilfersdorf, wo er am 12. Oktober 1993 verstarb und am örtlichen Dorffriedhof bestattet wurde.

## Leistungen
Bereits mit acht Jahren nahm er Violinunterricht bei einem Onkel. Ab dem 12. Lebensjahr wirkte er im Kirchenchor seiner Heimatgemeinde mit. Zusätzlich erlernte er noch Bassflügelhorn und spielte schon mit 15 Jahren in einer ländlichen Bauern- und Kirtagsmusikkapelle mit. In späteren Jahren, als Mitglied der Militärmusikkapelle ergab sich auch die Möglichkeit, sein Lieblingsinstrument, die Posaune, zu erlernen und seine ersten Schritte als Komponist zu tun.
Kaum in Wilfersdorf sesshaft, wurde er Mitglied des örtlichen Musikvereines. Noch im Beitrittsjahr erfolgte aufgrund seines Könnens und seiner verlässlichen Mitarbeit, die Ernennung zum stellvertretenden Kapellmeister und zum Stabführer. Von Ernst Kellermann eingeladen, dirigierte er bis 1980 bei Festmessen den Kirchenchor Wilfersdorf. Viele Jungmusiker wurden von ihm ausgebildet und durch seine guten Verbindungen gefördert. Weiters war er Instruktor und Ausbildner beim Musikverein Kreuzstetten und Lehrer und Ausbildner für Posaunen im Jungbläserseminar in Laa unter der Leitung von Anton Kornherr. Weiters wirkte er in der Bezirks-Arbeitsgemeinschaft des Niederösterreichischen Blasmusikverbandes viele Jahre als stellvertretender Bezirks-Kapellmeister mit.
Mit Ehrungen und Auszeichnungen wurde sein langjähriges Wirken und seine Einsatzfreude gewürdigt.

## Ehrungen und Auszeichnungen

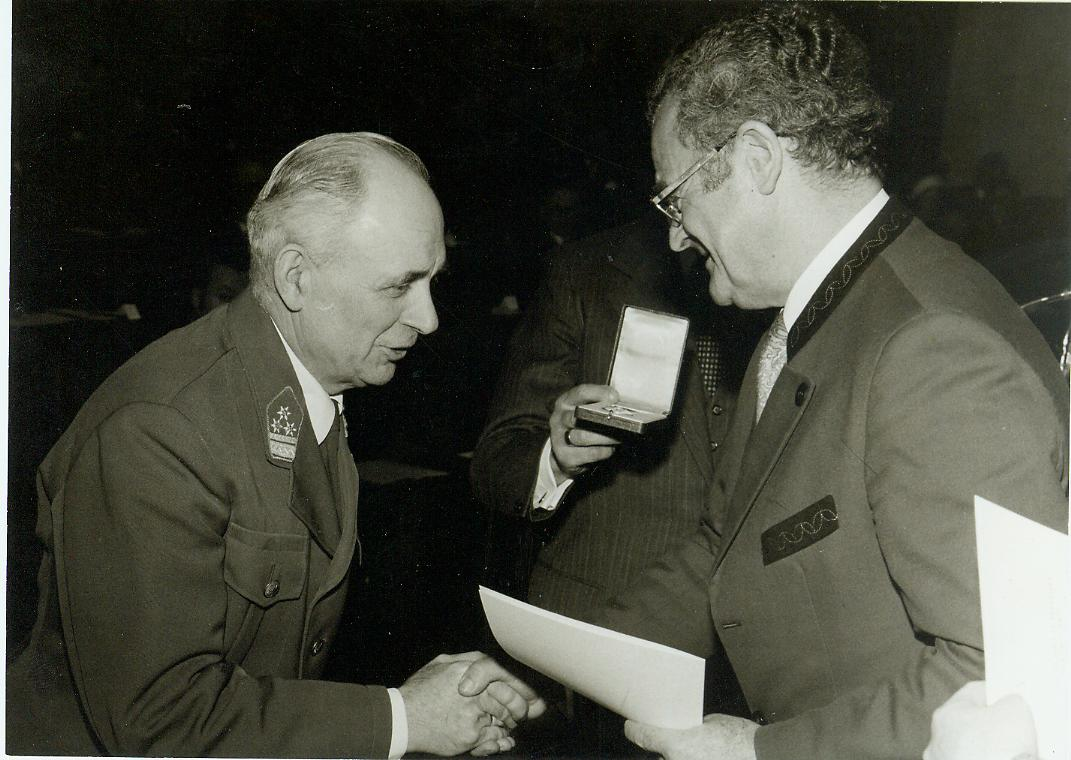
Hans Kummerer bei der Verleihung der Goldenen Medaille des Ehrenzeichens für Verdienste um das Bundesland Niederösterreich durch Landeshauptmann Andreas Maurer

- 1953 Dank und Anerkennung der Gesellschaft der Wiener in Wien
- 1961 Dank und Anerkennung von der Erzdiözese Wien für 30-jährige Tätigkeit in der Kirchenmusik
- 1964 Bundesheerdienstzeichen 3. Klasse
- 1968 Ehrenmedaille in Gold für 40-jährige Musikausübung
- 1970 Spange zum Bundesheerdienstzeichen 3. Klasse
- 1970 Bundesheerdienstzeichen 2. Klasse
- 1974 Ehrenzeichen für eifrige und ersprießliche Tätigkeit in der österreichischen Blasmusik
- 1977 Goldene Medaille des Ehrenzeichens für Verdienste um das Bundesland Niederösterreich
- 1978 Ehrenspange zur Verdienstmedaille in Gold für 50-jährige Musikausübung
- Verdienstmedaille in Silber des Österreichischen Blasmusikverbandes
- Goldenes Ehrenzeichen für Verdienste um die Österreichische Volksmusik des Bundes n.ö. Blasmusikkapellen
- 1979 Bundesheerdienstzeichen 1. Klasse
- 1988 Fördererabzeichen in Gold des Steirischen Blaskapellenverbandes
- 1989 Silberne Ehrennadel des N.Ö. Blasmusikverbandes

## Werke
In knapp 50 Jahren hat Hans Kummerer 35 Stücke für Blasmusik komponiert. In seiner Werkeliste finden sich von Märschen über Walzer, Polka und Ländler aber auch Trauermärsche und eine Festmesse für gemischten Chor und Orgel. Zu seinen bekanntesten Werken zählt neben der „Hannerl“-Polka, der Polka „Plappermäulchen“, dem Marsch „Edelschrotter Buam“ vor allem die Ernstbrunner Polka, die ihn auch weit über die Grenzen des Weinviertels hinaus bekannt gemacht hat.

## Tonaufnahmen
- 1989 Musikkassette der Original Niederösterreich Kapelle (Wiener Edelknaben, Kleiner Daniel, Gruß an Waldbach, Wieselburger-Polka, Kapriolen, Die lustigen Weinviertler, Musikkameraden, Sehnsuchtstraum, Plappermäulchen, Stafettenlauf) 21 08 57
- Langspielplatte von Franz Bednarik und seinen Petersdorfer Musikanten (Nostalgie)
- Langspielplatte der Matthias Hauer Musikschule, Leiter Prof. H. Pöttler (Ernstbrunner Polka, Wieselburger Polka, Gruß an Waldbach, Vivat Mathias)
- CD 30 Jahre Blasmusik Franz Stremnitzer, Stremnitzer 287 025, Austro Mechana (Hannerl-Polka, Wieselburger-Polka, Staffettenlauf-Galopp)

## Radioauftritte
- 1974 – ORF Ö Regional, Für Freunde der Blasmusik. Hans Kummerer – Komponist österreichischer Blasmusik. Zu seinem 60. Geburtstag.